# Leif Lahn Jensen
Leif Lahn Jensen, né le 29 juin 1967 à Grenaa (Danemark), est un homme politique danois, membre de la Social-démocratie.

## Biographie
Leif Lahn Jensen est ouvrier de profession. Il travaille d'abord comme ouvrier agricole à partir de 1984 puis, à partir de 1990, comme ouvrier au port d'Aarhus, où il est également représentant syndical à partir de 1998.
Engagé au sein de la Social-démocratie, il devient conseiller municipal de Grenaa en 2002. Après la réforme territoriale qui intègre la commune à celle de Norddjurs, il devient conseiller municipal de cette dernière en 2006.
Il remporte un siège de député au Folketing lors des élections législatives anticipées de novembre 2007. Il devient alors porte-parole du groupe social-démocrate sur les questions de dumping social.
Il est réélu pour un second mandat lors des élections législatives de 2011 remportées par les sociaux-démocrates. Il devient alors porte-parole de son groupe sur les questions d'emploi. En octobre 2014, il est élu président du groupe parlementaire social-démocrate, après l'entrée au gouvernement de Henrik Dam Kristensen.
Il est réélu pour un troisième mandat lors des élections législatives de 2015. Les sociaux-démocrates retournant dans l'opposition, il cède sa place de président du groupe à Henrik Sass Larsen et retrouve son rôle de porte-parole sur les questions d'emploi.
Il est réélu pour un quatrième mandat lors des élections législatives de 2019, à l'issue desquelles il reste le porte-parole de son groupe sur les questions d'emploi. Il retrouve la présidence du groupe en novembre 2020, après la nomination au gouvernement de Flemming Møller Mortensen.
Après les élections législatives anticipées de 2022 lors desquelles il remporte un cinquième mandat, il reste président de son groupe parlementaire et devient vice-président du Folketing,.